# اچ‌دی ۱۹۰۲۲۸
اچ‌دی ۱۹۰۲۲۸ یک ستاره است که در صورت فلکی روباهک قرار دارد.